# 6315 Barabash
A 6315 Barabash (ideiglenes jelöléssel (6315) 1990 TS) a Naprendszer kisbolygóövében található aszteroida. Ueda és Kaneda fedezte fel 1990. október 11-én.